# مانفريد لينز
مانفريد لينز (بالألمانية: Manfred Lenz)‏ هو مدرب كرة قدم ولاعب كرة قدم ألماني، ولد في 21 نوفمبر 1947 في روكنهاوزن في ألمانيا، وتوفي في 16 يونيو 2021. لعب مع نادي هرتا برلين.

## وصلات خارجية
- مانفريد لينز على موقع قاعدة بيانات كرة القدم.إي يو (الإنجليزية)
- مانفريد لينز على موقع بيانات كرة القدم. دي إي (الألمانية)
- مانفريد لينز على موقع عالم كرة القدم.نت (الإنجليزية)